# Ftia I
Ftia I (in greco antico: Φθία?, Phthía; V secolo a.C.) fu una regina epirota, moglie di Admeto, il primo re d'Epiro di cui è tramandato il nome, se si eccettuano i sovrani mitologici.

## Biografia
Ftia era la moglie di Admeto, sovrano dei Molossi dal 470 al 430 a.C. circa. È nota soprattutto per aver dato ospitalità a Temistocle, quando quest'ultimo fu ostracizzato dagli Ateniesi nel 471 a.C.
Lo stratego ateniese, infatti, una volta esiliato da Atene, si rifugiò dapprima a Corcira e successivamente presso la corte del re d'Epiro, dove la regina Ftia gli consigliò, per convincere il marito a dargli asilo, di prendere in braccio suo figlio, l'erede al trono d'Epiro Tarriba, secondo un antico rituale del Molossi, ed attendere così l'arrivo del re. Quando Admeto sopraggiunse e vide il figlio in braccio allo stratego ateniese, non esitò a concedergli ospitalità. Successivamente, quando giunsero in Epiro degli ambasciatori spartani minacciando di muovere guerra contro Admeto se non avesse consegnato loro Temistocle, Admeto non solo si rifiutò, ma, dopo aver consegnato all'ateniese un'ingente somma di denaro, lo aiutò a fuggire a Pidna, da dove si imbarcò per raggiungere dapprima Nasso e poi l'Asia Minore.